# Staurastrum aristiferum
Staurastrum aristiferum là một loài Song tinh tảo trong họ Desmidiaceae, thuộc chi Staurastrum.